# Gemei A330
De Gemei A330 is een draagbare spelcomputer en mediaplayer van de Chinese fabrikant Gemei. Het apparaat beschikt over een geïntegreerde radiotuner, opnamefunctie en draadloze 2,4GHz-ontvanger voor het verbinden van meerdere A330's voor het spelen van multiplayerspellen.

## Hardware

### Specificaties
| Processor        | ChinaChip CC1800, 600 MHz, ARM1176JZF-S ARM-instructieset (overklokbaar maar ondergeklokt op 500 MHz.)                                     |
| Geluidsprocessor | Cirrus Logic Geluidsweergavemodi: normaal, jazz, pop rock, klassiek, vocaal, treble, bass                                                  |
| Werkgeheugen     | 64 MB |
| Intern geheugen  | 4 GB (flashgeheugen) |
| Extern geheugen  | miniSDHC-kaarten (uitbreidbaar tot maximaal 32 GB)                                                                                         |
| Invoer           | D-pad, ABXY-knoppen, schouderknoppen, start- en select-knoppen                                                                             |
| Uitvoer          | Geïntegreerde stereo-luidsprekers, hoofdtelefoon, tv-uit (Composiet video, maximaal 1920 × 1080p, inclusief geluid)                        |
| Beeldscherm      | 3,0"-lcd, 320 × 240 pixel, 16 bit kleurdiepte                                                                                              |
| Spelcomputer     | Native: 3D, NES, SNES, Game Boy Advance, Sega Master System, Mega Drive, Neo-Geo, PC Engine, Capcom Play System 1, Capcom Play System II   |
| Videoformaten    | RM, RMVB, MP4, 3GP, AVI (H.264, DivX, DivXHD, XviD), ASF, TS, TP, WMV, MOV, FLV (H.263, H.264), MPEG, MKV (H.264, DivX, DivXHD, XviD), VOB |
| Aspect ratio     | Beeldverhouding 4:3, 12:11, 10:11, 16:9, 16:11, 40:33, 2.35:1, 1:1                                                                         |
| Geluidsformaten  | MP3, WAV, WMA, APE, FLAC, RA |
| Radio            | Geïntegreerde tuner voor campus- en FM-radio (76,00 – 108,00 MHz) met 40 voorkeurskanalen                                                  |
| Geluidsrecorder  | Ondersteunt de opname van spraak- en radio-uitzendingen                                                                                    |
| E-book           | Ondersteund worden de formaten: UMD, TXT, PDF, CHM, HTML en VOB. Automatisch bladeren en spraakweergave (Chinees en Engels)                |
| Voeding          | 3,7 V (1800 mAh) Li-Ion, gebruiksduur ongeveer 5 uur film, 10 uur audio                                                                    |
| Afmetingen       | 125 mm × 55,5 mm × 14 mm |
| Gewicht          | 110 g |